# Bernd Zipper
Bernd Zipper (* 23. August 1967 in Düsseldorf) ist ein Strategie- und Technologie-Berater für Mass Customization und E-Business Print (Web-to-Print) und ein deutscher Sachbuchautor mit Veröffentlichungen im Bereich der Drucktechnik und zu Neuen Medien.

## Leben
Bernd Zipper arbeitete in den 1980er-Jahren als DTP-Operator in einem Druckvorstufenbetrieb und war danach im Bereich Reprografie tätig. Seit den 1990er-Jahren ist er als Autor und Journalist in den Bereichen Druck und (Neue) Medien aktiv und befasst sich vor allem mit Publishing-Themen. Er beschäftigte sich insbesondere mit dem Dateiformat „PDF“ (Portable Document Format), das von Adobe Inc. entwickelt und 1993 veröffentlicht wurde. Sein 2001 von der Deutschen Drucker Verlagsgesellschaft und 2002 vom dpunkt.verlag verlegtes Sachbuch PDF + Print 2.0 wurde in mehrere andere Sprachen übertragen und erschien in Englisch (Seybold Publications, Essen 2001), Dänisch (Medit Publishing, Frederiksberg 2002) und Japanisch (mit: Hajime Satō).
Außerdem ist Zipper als Technologie- und Strategieberater im Druck- und Medienbereich tätig. 1994 gründete er die zipcon consulting GmbH mit Sitz in Essen, die entsprechende Beratungsdienstleistungen für die Druck- und Medienbranche anbietet. Zipper entwickelte für die Printmedien-Messe drupa das Ausstellungskonzept drupa innovation parc (dip), das 2004 bei der drupa 04 Premiere hatte und seitdem zum festen Bestandteil der alle 4 Jahre in Düsseldorf stattfindenden Fachmesse gehört.
Ende der 1990er-Jahre definierte Zipper den Begriff und das Konzept „Web-to-Print“, die später vom Bundesverband Druck und Medien e. V. (bvdm) übernommen wurden. Gemeinsam mit dem bvdm veranstaltete er verschiedene Seminare, Workshops und Foren für die Druck- und Medienbranche, wie zum Beispiel das von 2006 bis 2009 regelmäßig durchgeführte Web-to-Print Forum. 2007 gab ZIPCON Consulting die hauptsächlich von ihm erarbeitete Markt- und Produktstudie, Web-to-Print Studie 2007 heraus, 2009 folgte die aktualisierte und erweiterte sowie gemeinsam mit dem bvdm herausgegebene Studie Web-to-Print 09/10. Er ist Mitbegründer und Vorstandsmitglied der 2007 gegründeten Initiative Online Print e. V., vormals Interessengemeinschaft zur Förderung des freien Wettbewerbs Web-to-Print e. V. Ebenfalls berichtet Zipper als Journalist in der Druck & Medienbranche seit 2007 in seinem Blog Beyond-Print.de; über aktuelle Themen und Trends der Online Print Branche und angrenzende Wirtschaftszweige.
Zipper war von 2008 bis 2014 als Lehrbeauftragter für den Studiengang Druck- und Medientechnologie der Bergischen Universität Wuppertal tätig.
Gemeinsam mit dem Bundesverband Druck und Medien e. V. (bvdm) und der Fogra Forschungsinstitut für Medientechnologien e.V. (Fogra) initiierte und gründete Bernd Zipper 2013 das Online Print Symposium (OPS), das internationale Branchenleitevent für die Online-Print-Industrie.

## Publikationen (Auswahl)
Sachbücher
- PDF-Workflow. Vision work digital. Heidelberger Druckmaschinen, Kiel 1999 (Lehrbuch; mit: Stephan Jaeggi).
- Kursbuch PDF. Springer Science+Business Media, Berlin 2000, ISBN 3-540-66390-8.
- PDF + Print 2.0. 1. Auflage. Deutscher Drucker Verlagsgesellschaft, Ostfildern 2001, ISBN 3-920226-81-X;
unter gleichem Titel auch erschienen bei: dpunkt.verlag, Heidelberg 2002, ISBN 3-89864-180-5.
- Praxisführer PDF & Adobe Acrobat. Océ-Deutschland, Mülheim an der Ruhr 2000 (zusammen mit der Broschüre Practice-Guide PDF & Adobe Acrobat; jeweils erschienen anlässlich der drupa 2000).
- pdf + print. PDF-Publishing für Office, Agentur und Produktion mit Acrobat 7.0. 2., aktualisierte und erweiterte Auflage. dpunkt.verlag, Heidelberg 2005, ISBN 3-89864-243-7.
- Strategie: Web-to-Print. Grundlagen, Strategien, Anwendungen. Midas Computer Verlag, St. Gallen 2009, ISBN 978-3-907020-79-1 (mit: Daniel Schürmann, Dženefa Kulenović).

Markt- und Produktstudien

(Herausgegeben vom Bundesverband Druck und Medien e. V. (bvdm) bzw. von der ZIPCON Consulting GmbH gemeinsam mit dem bvdm)
- Web-to-Print 2007. Lösungen, Verfahren, Märkte. Markt- und Produktstudie. Deutschland/Österreich/Schweiz 2007. Hrsg.: Bundesverband Druck und Medien e. V., Print & Media Forum, Wiesbaden 2007 (mit: Sandra Winter, Sandra Hoppe; eingeschränkte Vorschau als PDF-Datei, 1,56 MB).
- Web-to-Print 09/10. Anbieter, Dienstleister + Lösungen. Markt- und Produktstudie. Deutschland/Europa. Hrsg.: ZIPCON Consulting GmbH, Mitherausg.: Bundesverband Druck und Medien e. V., HighText Verlag, München 2009, ISBN 978-3-939004-12-7 (mit: Daniel Schürmann, Dženefa Kulenović).